# Katniss Everdeen
 (février 2025).
Katniss Everdeen est un personnage de fiction, héroïne et narratrice de la trilogie Hunger Games écrite par Suzanne Collins. Elle est interprétée par Jennifer Lawrence dans son adaptation cinématographique.

## Biographie du personnage
Née un 8 mai, vers l'année des 58e Hunger Games, dans le District 12 de Panem, elle est la fille d'un mineur et d'une pharmacienne. Elle a également une petite sœur prénommée Primrose (ou Prim) avec qui elle a des liens très forts. Dans un district déjà pauvre, la situation de la famille empire quand le père de Katniss (alors âgée de 11 ans) meurt lors d'une explosion provoquée par un coup de grisou à la mine. Sa mère plonge dans la dépression et Katniss doit alors assumer le rôle de cheffe de famille. Elle apprend à chasser, à récolter des plantes, et, avec son ami Gale, fait tout pour nourrir leurs familles respectives, même s'il leur faut souvent enfreindre la loi et braconner. Au fil de ces escapades, elle développe un véritable talent pour le tir à l'arc, qu'elle utilise pour chasser. Elle vit en troquant son gibier à la Plaque (marché noir).

### Hunger Games
Au début du premier tome de The Hunger Games, Katniss a 16 ans et chasse avec son ami Gale. Cette année, sa jeune sœur Prim qui vient d'avoir 12 ans est inquiète à cause des Hunger Games, un jeu qui consiste à prendre deux « tributs », un garçon et une fille de chaque district de Panem, entre 12  et   18 ans afin de les regarder s'entre-tuer dans une arène. Katniss rassure sa sœur car son nom n'est inscrit qu'une fois, contrairement à son ami Gale qui est marqué 42 fois (ayant pris la place de plusieurs personnes de sa famille). Malheureusement, c'est le nom de Primrose Everdeen qui sort. Abattue et consciente que sa sœur n'a aucune chance de survivre, Katniss se porte volontaire à sa place.
Katniss se retrouve donc au Capitole avec Peeta Mellark, le tribut masculin de son district qu'elle connaît à peine. Il lui a une fois lancé du pain (étant fils du boulanger) alors qu'elle mourait de faim, mais ils ne se sont jamais parlé. Mise en valeur par Cinna son styliste et conseillée par Haymitch Abernathy son mentor, Katniss a de vraies chances de gagner ces jeux : elle sait tirer à l'arc et survivre en forêt. En revanche, Peeta est conscient que lui ne pourra pas s'en sortir et, comme il tient à Katniss, il fait tout pour la valoriser. Lors des présentations au public, il explique être amoureux d'elle la rendant ainsi désirable afin d'attirer les « sponsors », qui aident les joueurs à survivre dans l'arène en leur faisant des dons.
Une fois dans l'arène, Katniss échappe aux autres tributs qui s'entretuent et se montre douée et intelligente pour survivre, même si elle manque de mourir de déshydratation les premiers jours. Plus tard, elle échappe à un incendie provoqué par les organisateurs, mais blessée, est vite rattrapée par les « tributs de carrière » et Peeta (temporairement allié avec eux). Réfugiée dans un arbre, elle finit par s'en débarrasser en faisant tomber sur eux un nid de guêpes tueuses. Katniss s'allie ensuite à Rue, une tribut du district 11 qui a l'âge de Prim. Ce nouveau duo permet de prendre l'ascendant sur les carrières, mais la petite fille est à son tour tuée et Katniss est anéantie. Elle retrouve espoir avec Peeta quand un changement des règles lui apprend que les deux tributs d'un même district peuvent gagner. Tous deux s'entraident et jouent les amoureux pour rester en vie. Toutefois pour Peeta, cet amour est sincère. Ils se sauvent l'un l'autre à plusieurs reprises, si bien qu'à la fin, ils sont les seuls survivants. Mais un nouveau changement des règles déclare que seul l'un d'eux pourra gagner. Katniss réalise alors que les règles n'étaient qu'un leurre afin de faire durer leur romance à l'écran et assurer ainsi un maximum d'audience jusqu'au final où ils seraient contraint de s'entre-tuer. Sans en prendre conscience, Katniss défie le Capitole en tentant de se suicider avec Peeta au moyen de baies empoisonnées. Ne pouvant laisser les jeux sans vainqueur, le Grand Juge des Hunger Games les stoppe in extremis.
Katniss et Peeta sont déclarés vainqueurs bien qu'ils aient tenu tête au Capitole. L'acte de Katniss est considéré comme un signe de rébellion et Haymitch la prévient qu'elle est désormais en danger. Les deux jeunes gens rentrent chez eux en héros, mais Katniss préfère dire à Peeta que tout ce qui s'est passé entre eux n'était que de la comédie pour les sponsors et qu'elle ne l'aime pas comme il l'aurait souhaité.

### Tome 2:Hunger Games - L'Embrasement
Dans le deuxième tome de The Hunger Games, Katniss vit confortablement avec sa mère et sa sœur dans le quartier des vainqueurs avec pour seuls voisins Haymitch et Peeta. Afin de protéger sa famille des menaces du président Snow, Katniss doit obéir et ne pas donner trop d'espoir à la révolte qui monte dans les différents districts. Katniss et Peeta doivent convaincre et continuer leur comédie romantique lors de la tournée des vainqueurs dans les districts. Un mariage est même organisé mais, si leur idylle plaît aux gens du Capitole, la colère gronde au sein des districts. Parallèlement, la jeune femme a du mal à reprendre  son ancienne relation avec Gale  car il montre ses sentiments pour elle. Katniss au contraire ne peut se permettre d'afficher ses sentiments tant qu'elle vivra dans un monde où la peur domine.
Cette année ont lieu les 75èmes Hunger Games, "l'Expiation", avec des règles spéciales, comme tous les 25 ans. Elles stipulent que les tributs seront moissonnés parmi les anciens vainqueurs encore en vie afin de montrer que même les plus forts ne peuvent aller contre le pouvoir du Capitole. Contrainte de retourner dans l'arène, Katniss tente de protéger Peeta comme il l'a fait avec elle et passe un pacte avec Haymitch en lui demandant de se porter volontaire si Peeta est tiré au sort. Mais Peeta se porte volontaire et ils redeviennent « les amants maudits ». Lors de l'évaluation par les juges, Katniss pend un mannequin par le cou et écrit sur lui le nom de l'organisateur Seneca Crane pour montrer qu'elle s'oppose à eux. Peeta continue de jouer la comédie face aux caméras et, pour aider Katniss, s'attire les faveurs du public en faisant croire qu'elle est enceinte de leur enfant, technique qui s'avère payante.
Alors qu'elle est dans l'ascenseur pour monter dans l'arène, elle assiste impuissante au passage à tabac de son styliste et ami Cinna par les hommes de mains de Snow. Bien qu'anéantie, elle doit garder la tête froide pour protéger Peeta, car cette fois elle ne compte pas sortir vivante des jeux. Une fois dans l'arène, tous deux nouent des alliances avec plusieurs joueurs, Finnick Odair et Mags dans un premier temps, puis Johanna, Beetee et Wiress. Ils s'aperçoivent à plusieurs reprises que plusieurs d’entre eux sont prêts à tout pour les sauver, mais ils ignorent pourquoi. Alors qu'ils tentent une dernière attaque contre leurs adversaires, Katniss ainsi que Finnick et Beetee sont extraits de l'arène par un groupe de rebelles et amenés au district 13. Haymitch et Plutarch Heavensbee (le nouveau juge des jeux) lui apprennent alors la vérité : ils font partie des rebelles et dès l'annonce des jeux de l'expiation, un plan a été prévu pour la faire sortir de l'arène avec l'aide de la moitié des tributs plus ou moins au courant du plan. Les districts sont en train de se soulever contre le Capitole et elle est le "geai moqueur", le symbole de la rébellion. Cependant, Peeta, que Katniss voulait à tout prix sauver, est détenu au Capitole. Katniss, folle de rage, se croit trahie. Une fois calmée et en sécurité au district 13, Gale lui apprend que sa sœur et sa mère sont également saines et sauves mais que le District 12 a été entièrement détruit par des bombardements.

### Tome 3:La Révolte
Au début du troisième tome de The Hunger Games, la nouvelle de la destruction du District 12 est dure à accepter pour Katniss. Elle retourne sur place pour constater que l'endroit est détruit et la plupart des habitants morts, à cause des bombes lancées par le Capitole ; parmi les victimes, Madge et la famille de Peeta. Réfugiée sous terre dans le District 13, où se cachent les rebelles qui se liguent depuis des années et préparent une attaque, Katniss devient malgré elle le Geai Moqueur, principal visage de la révolte dans Panem.
Elle découvre plus tard que Peeta est encore vivant :  à la télévision, on lui demande d'abandonner la rébellion sous la contrainte. Katniss demande qu'il soit secouru lorsqu'il est violemment battu devant les caméras après avoir prévenu en direct que le District 13 allait être bombardé. Katniss continue d'être le Geai Moqueur et apparaît dans des spots publicitaires rebelles pour mener les districts à la révolte et montrer au Capitole qui est vraiment le président Snow. Bien qu'elle ne soit pas en bons termes avec la chef du District 13, Alma Coin, Katniss utilise le chantage pour obtenir ce qu'elle veut. Gale fait partie de l'équipe qui part sauver Peeta, ainsi que Johanna (et Annie dont Finnick Odair est amoureux). Mais c'est un coup dur quand elle revoit Peeta et qu'il tente de l'étrangler : il a été manipulé par le Capitole qui a modifié tous ses souvenirs, il la voit dorénavant comme  un ennemi. Qui plus est, Gale est jaloux et Katniss a besoin d'un ami, elle se tourne donc vers Finnick Odair avec qui elle devient très proche. C'est une source de tension de plus entre Gale et elle.  Mais la priorité de Katniss est de tuer Snow pour tout le mal qu'il lui a fait.
Contre l'avis de Coin, elle se retrouve au Capitole avec une équipe de rebelles. Katniss voit mourir  plusieurs combattants, dont Finnick Odair qui venait d'épouser Annie. Peeta retrouve peu à peu ses esprits, mais par peur d'être une menace pour le groupe, il part de son côté. Gale est attrapé par les pacificateurs et Katniss se retrouve seule. Lors d'un bombardement, elle découvre sa sœur qui tente de sauver les gens, conformément à sa vocation de médecin, mais Prim est tuée et Katniss sévèrement brûlée. Peeta est aussi blessé et la jeune femme a du mal à se reconstruire après cette tragédie. Snow lui expliquera plus tard que la mort de sa sœur n'était pas de la responsabilité du Capitole mais de celle de Alma Coin, désireuse de mettre fin à la guerre et surtout de briser Katniss pour qu'elle ne soit pas un obstacle à sa présidence. Elle refuse d'abord de croire Snow, mais les événements concordent avec son récit. Lors de l'exécution de ce dernier, c'est contre Coin que Katniss décoche sa flèche.
À la fin,  elle retourne dans sa maison au village des vainqueurs du District 12. La mort de sa sœur est une profonde blessure qu'elle n'arrive pas à refermer et qui s'ajoute au deuil de toutes les autres personnes qu'elle a perdues. Peeta lui rend enfin visite et c'est ensemble qu'ils tentent de se reconstruire. Ils finissent par se marier et ont deux enfants, une fille et un garçon.

## L'apparence de Katniss
Le récit de The Hunger Games est un monologue, qui ne donne pour seul point de vue que celui de Katniss Everdeen. Elle se décrit elle-même avec des cheveux bruns, un teint olivâtre et des yeux gris. Sa chevelure forme une longue natte brune. Elle porte souvent une tenue sombre. Elle a l'apparence normale des gens de la Veine, le quartier des mineurs où elle vit. Elle ressemble beaucoup à Gale bien qu'ils n'aient aucun lien de parenté, et à son père. En revanche, sa mère et sa sœur, Prim, sont blondes avec des yeux bleus.
Bien qu'elle n'insiste pas sur ces points, elle se présente à plusieurs reprises comme de grande taille et très maigre . Ainsi, lorsqu'elle est mise en présence des tributs de carrière dans le centre d'entraînement, elle observe qu'ils font chacun de vingt-cinq à cinquante kilos de plus qu'elle.
Mais elle se rend compte que, malgré une alimentation insuffisante, la nourriture composée de la viande fraîche et des végétaux qu'elle trouve dans les bois, et les exercices liés à la chasse lui ont donné un corps plus sain que la plupart des concurrents. Elle se rassure en se décrivant ainsi : « Je me tiens droite, et, même si je ne suis pas épaisse, j'ai de la force ». Cependant, survivre dans une arène contre des adolescents et participer à un assaut militaire sont deux choses différentes. Dans ce contexte, Katniss reconnaît que son manque de force physique fait partie de ses points faibles.
Katniss ne se dépeint pas elle-même comme belle. Toutefois, sa petite sœur souligne combien elle est belle après que sa mère l'ait préparée pour le tirage au sort de la Moisson. Peeta se montre plus explicite lors de son interview par Caesar Flickerman, en précisant que « beaucoup de garçons s'intéressent à elle », ce qui est faux mais Katniss ne comprend pas tout de suite le numéro de Peeta destiné à attirer les sponsors : "à l'entendre, j'aurais de nombreux admirateurs". Auparavant, il a donné à  Haymitch une clef importante sur la personnalité de Katniss : « Elle ne se rend pas compte de l'effet qu'elle peut produire ». Cette phrase trouble Katniss, qui met du temps à admettre qu'il s'agit d'un compliment sur son charme lié à son innocence attendrissante, appréciée par les téléspectateurs et donc les sponsors, et dont s'amuseront plus tard les tributs Finnick, Chaff et Johanna Mason pendant la préparation des Jeux de l'Expiation, ce que Peeta observe : "ils jouent avec toi parce que tu es si... tu sais". Toutefois, le comportement de Katniss joue en sa défaveur, et Haymitch lui signifie qu'elle était, lors de son interview, « aussi attirante qu'une motte de terre », elle fronce souvent les sourcils, d'après Peeta elle serait encore plus belle sans cela. Dans le dernier volet de la saga, Peeta finit par voir Katniss telle qu'elle est réellement : "tu n'es pas très imposante, pas vrai ? Ni même particulièrement jolie."
Le film présente une autre interprétation du personnage de Katniss. Le jeu de l'actrice Jennifer Lawrence a suscité un grand nombre de critiques favorables. Mais, sans que cela porte atteinte à son talent, sa morphologie a suscité des commentaires. La jeune comédienne présente en effet une allure sportive, cohérente avec le personnage décrit dans le roman. En revanche, elle montre aussi des formes pulpeuses, qui s'éloignent de celles de l'héroïne, habituée à souffrir de la faim.
D'autres interprétations du personnage de Katniss existent. Ainsi, la couverture de l'édition britannique de The Hunger Games, montre une jeune femme aux grands yeux sombres, dont le regard déterminé semble couvert d'une colère mal maîtrisée. Cette image expressive correspond bien au ressentiment de l'héroïne contre l'injustice du monde dans lequel elle vit ; le personnage paraît toutefois sensiblement plus jeune que les seize ans annoncés dans le roman.
Enfin, le fandom qui s'est développé autour du roman a conduit un grand nombre de fans à imaginer leur propre version de Katniss, sous forme de dessins, de fanfics, de web-séries, ou de cosplays.

## Comportement et aptitudes
Souvent silencieuse, Katniss est secrète et solitaire, malgré cela généralement aimée par les résidents de son district, en raison de sa capacité à fournir du gibier qu'elle chasse dans les forêts, ce qui leur est précieux car la nourriture est rare dans le 12. Elle n'a pas d'amis et ne veut pas en avoir (excepté Gale et Madge, la fille du maire). Katniss est une excellente chasseuse, archère, cueilleuse de baies et poseuse de pièges, tout comme l'était son défunt père, qui lui a appris tout ce qu'il savait. De plus, elle est capable de grimper aux arbres à une vitesse phénoménale. Elle sait également très bien chanter, don qui lui vient encore de son père. Katniss est forte et courageuse, elle n'hésite pas à se battre, voire à se sacrifier pour les gens qui lui sont chers.

## Katniss et les hommes

### Des relations complexes avec les hommes
Dans le premier tome de The Hunger Games, Katniss est décrite comme une personne solitaire, uniquement concentrée sur la survie de sa famille et la recherche de nourriture. Dès l'enfance, elle a tendance à ne pas se socialiser : elle évite de se mêler aux autres enfants lors des repas à la cantine. Une autre solitaire, Madge Undersee, la fille du maire, est sa seule amie. Pourtant, elle ne partage avec elle que peu de choses personnelles, et elle ne lui fait pas de confidences.
Dans le second tome, Katniss parle de la peur qui la tenaille depuis qu'elle a survécu à son premier séjour dans l'arène. Cette angoisse l'empêche de développer des sentiments amoureux pour Gale.
Ces traits de caractère, et les drames qui l'atteignent, la conduisent à ne pas avoir les clefs pour interpréter le comportement des hommes qui l'entourent. Cet aveuglement va alimenter ses difficultés émotionnelles et son incompréhension des hommes qu'elle attire tout au long du récit.

### Une porte fermée pour Gale
Ainsi, pendant des années, elle passe ses fins d'après-midi et ses dimanches avec Gale Hawthorne, sans voir autre chose en lui qu'un bon compagnon de chasse. Elle décrit pourtant Gale comme beau et viril, et elle est consciente de l'attrait que celui-ci exerce sur les autres filles. Lors d'un séjour en forêt, le matin même de la Moisson, Gale évoque l'idée qu'ils pourraient fuir ensemble dans la forêt. De façon décevante pour lui, Katniss répond sur un mode pragmatique, car elle ne perçoit pas le sous-texte sentimental de cette proposition : une vie en couple loin des contraintes du District 12.
Elle brise par ailleurs toute possibilité pour Gale de développer une relation plus intime affirmant qu'elle rejette le mariage et l'idée d'avoir des enfants dans un monde aussi terrifiant. Il est vrai que Gale garde pudiquement ses sentiments cachés, et il ne manifeste pas son attirance pour elle. Jusqu'à la Moisson, elle n'envisage pas l'idée que Gale puisse être amoureux d'elle. Pendant les épreuves dans l'arène, elle commence seulement à réfléchir à la nature des sentiments de Gale à son égard. Elle se demande ainsi, tardivement, ce qui se serait passé si elle avait « entrouvert la porte » en présence de Gale.
Après son retour au District 12 en vainqueur des jeux, elle souhaite ardemment reprendre ses habitudes de chasse avec Gale, mais sans rien changer à son comportement envers lui. Lorsque Gale l'embrasse par surprise, lors de leur première sortie en forêt, elle reste interdite, et elle ne parvient pas à déterminer si elle a aimé ou non ce baiser. Elle s’apprête à expliquer à Gale qu'elle ne veut pas de petit ami, mais celui-ci ne fait plus allusion à cet incident, et le refoulement de ses sentiments convient tout à fait à Katniss. Cette confusion dans ses émotions contraste avec l'opinion de la communauté du District 12, qui les voit déjà comme de futurs mariés, ce dont elle est tout à fait informée.
Elle ne perçoit pas non plus l'attirance mutuelle entre Madge et Gale. Lorsque Haymitch évoque cette inclination, Katniss en éprouve un sentiment de jalousie qui la surprend.
Katniss ne s'interroge que tardivement sur la vie sentimentale de Gale. Toutefois, lorsqu'il fait une allusion aux autres filles qu'il a fréquentées, sa curiosité est piquée. Mais Gale reste discret, elle n'insiste pas. Elle lui demande depuis combien de temps il a pris conscience de ses sentiments pour elle : récemment, il y a six mois avant la Moisson des jeux. Gale souligne à quel point elle est aveugle aux sentiments qu'elle suscite. À propos de l'intérêt que Darius a manifesté pour elle, il dit : «  S'il avait été sérieux, tu aurais été la dernière à t'en apercevoir. […] Regarde Peeta. Regarde-moi. Ou même Finnick. Je commençais à croire qu'il en pinçait pour toi ».
Malgré son attirance pour lui, Katniss ne parvient pas à créer une relation sereine avec Gale. Celui-ci comprend : si elle est avec lui, Katniss éprouvera toujours un sentiment de culpabilité envers Peeta s'il ne guérit pas. Mais Katniss éprouve également un sentiment de culpabilité envers Gale lorsqu'elle embrasse Peeta. Son indécision crée de la frustration pour Gale, mais elle revendique cette liberté de ne pas choisir.
Lorsqu'elle assassine la présidente Coin, Katniss tente de se suicider avec du poison. Empêchée par Peeta, elle hurle avec désespoir le nom de Gale, en souhaitant qu'il lui donne « une mort propre et rapide donnée d'une main experte ». Gale n'apparaît plus pour elle comme un amant potentiel, mais comme le porteur de mort, la sienne comme celle de sa sœur. L'absence de réaction de Gale la déçoit  : « Quels mauvais chasseurs et mauvais amis nous faisons tous les deux ».
Gale exprime peu ses sentiments envers Katniss, mais il semble la comprendre, peut-être plus que Peeta. Il manifeste aussi plus de distance envers elle, plus d'esprit critique. Dans une des rares scènes où il parle avec Peeta, ce dernier lui confie : «  Elle t'aime, tu sais. Elle me l'a plus ou moins avoué après ta flagellation. ». Mais Gale répond avec une lucidité tranchante : « Ne crois pas ça. Sa façon de t'embrasser pendant l'Expiation... Je peux te dire qu'elle ne m'a jamais embrassé comme ça. […] Tu as su la gagner. Tu as tout sacrifié pour elle. C'est peut-être la seule manière de la convaincre qu'on l'aime. »
Lorsque Peeta se demande sur quels critères Katniss va les départager, Gale répond avec clairvoyance et sans concession : « Oh, ça, je le sais . […] Elle choisira celui qu'elle estimera le plus nécessaire à sa survie. » Katniss, qui a surpris cette conversation s'en trouve glacée : « Suis-je vraiment si froide et calculatrice ? »
Effectivement, Katniss choisit en Peeta la seule personne qui lui permet de se reconstruire, alors que Gale reste marqué du soupçon d'être indirectement responsable de la mort de sa sœur.

### L'aveuglement à l'égard de Peeta
Katniss se montre encore plus aveugle à l'égard de Peeta. Elle ne voit  pas qu'il est amoureux d'elle depuis l'âge de cinq ans, lorsqu'il l'a entendue chanter à l'école. Elle a du mal à interpréter le geste de Peeta qui, à 11 ans, a volontairement fait brûler du pain pour pouvoir le jeter à Katniss mourant de faim. Cet acte provoque chez elle de la gêne, car elle n’apprécie pas d'être redevable à quelqu’un. Elle reconnaît ne pas avoir su comment le remercier, et elle admet, très tardivement, l'amour que lui portait Peeta déjà à cette époque.
Durant la plus grande partie du premier tome , le comportement de Peeta est pour elle indéchiffrable, et elle est longtemps persuadée que celui-ci met au point des stratégies pour la tuer.
Lorsqu'elle accepte de faire semblant d'éprouver de l'amour pour Peeta dans l’arène, elle a du mal à trouver les gestes et les paroles qui le rendent crédible. Elle souligne qu'elle n'a jamais embrassé de garçon, et qu'elle n'a jamais été amoureuse. Elle échange de nombreux baisers avec Peeta pour attendrir les spectateurs et motiver les sponsors qui les aident à survivre, mais un seul de ces baisers, alors que Peeta est aux portes de la mort, lui procure une violente émotion. Elle en reste troublée, et elle s'interroge sur ses sentiments : à force de faire semblant d'aimer Peeta, ne finit-elle pas par avoir une attirance pour lui ?
À leur sortie de l'arène, « dans son rôle de lycéenne au cœur d’artichaut » selon les mots du président Snow, elle se livre à de démonstratives manifestations d'affection pour Peeta, sans voir qu'il a fini par croire à sa sincérité. Lorsqu'elle lui fait comprendre qu'elle a toujours simulé, il est cruellement blessé et il rompt toute relation intime avec elle.
Ce n'est que lorsque Katniss doit retourner dans l'arène pour l'épreuve d’expiation, qu'elle perçoit l'immense amour de Peeta et son humanité. Cette prise de conscience est renforcée lorsqu'il se libère de l'emprise psychologique du Capitole.
À l'issue de toutes ces épreuves, Peeta finit par gagner la confiance de Katniss, et elle accepte de cheminer avec lui : « Peeta et moi nous reconstruisons ensemble. »
Alors, lorsqu'il me murmure à l'oreille : "Tu m'aimes. Réel ou pas réel ? je lui réponds : -Réel." L'épilogue de la saga la montrera plus âgée et mère de deux enfants qu'elle a eus avec Peeta.

### Une sympathie mortelle envers Darius
Darius est un personnage secondaire de l'intrigue, mais joue un rôle important pour éclairer la relation de Katniss avec les hommes. Il est en effet le seul à faire ouvertement des avances à Katniss, avant la  Moisson, malgré son statut de Pacificateur originaire du Capitole. Bien que celle-ci refuse le mariage ou même d'avoir un petit ami, elle ne se sent pas agressée lorsque Darius, à deux reprises, tente avec humour de flirter avec elle. Elle manifeste même de l'amusement devant l'insistance maladroite de Darius, et elle le repousse gentiment. Ces scènes montrent que Katniss n'a pas de réflexe de répulsion face aux hommes qui s'intéressent à elle.
Juste avant la tournée de la victoire, alors que Darius bavarde avec elle, il donne une pichenette à sa natte. Elle se contente de repousser sa main avec un sourire. Par la suite, il tente de sauver Gale des coups du chef des Pacificateurs, et en représailles, il a la langue coupée (il devient donc un Muet, un esclave à la langue coupée). Enfin, il connaît une mort dramatique par la torture sous les yeux de Peeta.

### Une innocente?
Lors de la phase de préparation aux 75e Hunger Games, Katniss constate que les anciens vainqueurs multiplient les provocations envers elle : Finnick lui offre des morceaux de sucre, Chaff l'embrasse sur la bouche, Johanna se déshabille devant elle pour discuter, nue, de peinture avec Peeta. Celui-ci explique que les anciens vainqueurs jouent avec elle car ils la trouvent « tellement innocente ». Il lui rappelle à quel point elle était gênée de le voir nu l'an passé dans l'arène alors qu'il était à moitié mort.
De fait, le thème de la nudité revient fréquemment  dans les trois tomes du roman, et Katniss réagit de manières très différentes. Dans un des rares moments humoristiques de l'histoire, elle s'inquiète à l'idée de risquer de devoir défiler devant la population de Panem toute nue et couverte de poussière noire pour symboliser le district Douze. En revanche, elle ne ressent aucune gêne devant son styliste Cinna lors de leur première rencontre, alors que celui-ci « détaille chaque centimètre carré de son corps nu ». Elle ne réagit pas non plus lorsque ses préparateurs, Venia, Octavia et Flavius, lui font subir une épilation intégrale.
Pour autant, Katniss n'est pas une oie blanche. Elle raconte que, si elle n'avait pas appris à chasser, elle aurait dû, pour survivre et bien que mineure, se prostituer auprès de Cray, l'ancien chef des Pacificateurs du District 12. De même, lorsque Finnick révèle que le président Snow l'utilisait sous la menace comme esclave sexuel auprès de la haute société du Capitole, Katniss comprend tout de suite qu'elle aurait pu, elle aussi, être destinée à la prostitution.
Katniss présente une autre forme d'innocence : elle ne se rend pas compte du danger qu'elle représente pour les hommes qui la fréquentent. Alors qu'elle sait être perçue comme un danger par le président Snow, elle sympathise, de façon assez paradoxale, avec Darius, un jeune pacificateur venu du Capitole, qui avait tenté de flirter avec elle, quelques mois avant la Moisson. Enfin, elle ne réalise pas qu'elle met Gale en danger en affichant une telle proximité avec lui, à son retour des jeux, alors qu'elle est supposée filer le parfait amour avec Peeta.

## Tuer, c'est vivre

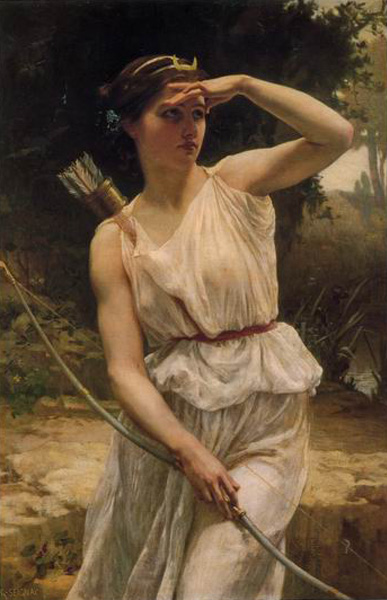
Le personnage de Katniss est inspiré de la déesse grecque de la chasse Artémis (Diane chez les Romains).

La relation de Katniss avec l'acte de tuer évolue sensiblement au fil des trois tomes. Fondamentalement, elle est une chasseuse et la mort du gibier ne lui pose aucun problème. Le film comporte d'ailleurs une belle séquence d'ouverture, sous forme d'une chasse au daim, où Katniss évoque une sorte de Diane chasseresse. Lorsqu'elle est « moissonnée » pour les jeux, Gale tente de la sortir de son désespoir en soulignant la similitude entre tuer du gibier et tuer des hommes.
Dans la première arène, Katniss ne tue que lorsqu'elle est attaquée. Sa seule action offensive a pour but d'atteindre  la réserve de nourriture des « carrières ». Elle est ainsi amenée à tuer successivement :
– la tribut du District 4 par la piqûre de guêpes tueuses (dans le film, elle meurt lors du bain de sang autour de la Corne d'abondance);
– Glimmer (tribut féminine du District 1) qui meurt peu après également des piqûres des guêpes tueuses ;
– Marvel (tribut masculin du District 1) qui meurt d'une flèche dans le cou ;
– Cato (tribut masculin du District 2) sauvagement mutilé par les animaux issus de mutations génétiques et achevé d'une flèche par Katniss.
Ainsi, elle ne donne la mort qu'à des « carrières », qui se sont spécialement entraînés et se sont portés volontaires pour les jeux.
De même, dans la deuxième arène, elle joue de son arc uniquement en position défensive. Elle tue une seule personne : Gloss (tribut masculin du District 1), encore une « carrière ».
En revanche, elle réclame à la présidente Coin le privilège de tuer de sa propre main le président Snow.
Lors du bombardement de l'hôpital du District 8, elle utilise des flèches spéciales, qui abattent plusieurs bombardiers.
À mesure que la confusion s'installe dans sa tête, les barrières morales semblent tomber. Lors de sa tentative d'action commando contre le président Snow, elle tue d'une flèche en plein cœur une simple habitante qui les a surpris dans son appartement. Ce meurtre ne semble pas lui poser de grands problèmes moraux, et elle remarque par la suite : « Je tue même des citoyens désarmés maintenant ».
Le terme de cette évolution vers le meurtre assumé est atteint lorsqu'elle assassine de sang-froid la présidente Coin, pour venger sa sœur Primrose, et éliminer une dirigeante trop proche des conceptions impitoyables du président Snow.
Toutefois, elle n'éprouve pas de plaisir sadique dans l'acte de tuer ou de faire souffrir. Elle s'oppose en cela au personnage de Clove, qui manifeste une vraie jouissance lorsqu'elle s'apprête à défigurer Katniss. Dans le film, une courte séquence la montre même en train de torturer un lézard avec ses couteaux.
Malgré ses aptitudes à donner la mort, Katniss n'éprouve pas la tentation du mal que l'on peut observer chez une héroïne comme Buffy (notamment lorsqu'elle est sous l'influence de Faith). 
Pour autant, Katniss n'est pas submergée par la haine envers le Capitole, comme peut l'être Gale. Celui-ci imagine des pièges et des bombes où ses adversaires sont traités comme les animaux qu'il chasse dans la forêt. Il tend à perdre une part de son humanité, et cette évolution creuse un fossé entre Katniss et lui jusqu'à leur rupture finale.
Enfin, Katniss reste éternellement tourmentée dans ses cauchemars par ses victimes, mais aussi par les personnes qui sont mortes par sa faute, comme les membres de son commando, lors de sa prétendue mission pour assassiner le président Snow.